# Шлирбах (Люцерн)
Шлирбах (нем. Schlierbach LU) — коммуна в Швейцарии, в кантоне Люцерн. 
Входит в состав округа Зурзее. Население составляет 614 человек (на 31 декабря 2006 года). Официальный код — 1100.